# Bryconamericus terrabensis
Bryconamericus terrabensis es una especie de pez de la familia Characidae en el orden de los Characiformes.

## Morfología
Los machos pueden llegar alcanzar los 9 cm de longitud total.

## Alimentación
Come semillas y de otras materias vegetales, e insectos.

## Hábitat
Vive en zonas de clima tropical entre 22 °C - 27 °C de temperatura.

## Distribución geográfica
Se encuentran en Centroamérica: Costa Rica.